# Fördraget i London (1867)
 Fördraget i London (engelska: Treaty of London, franska: Traité de Londres) undertecknades den 11 maj 1867, efter tyska enhetskriget och Luxemburgska krisen. I fördraget erkändes Luxemburg som neutral stat, och man beslutade att riva Luxemburgs fästning.

## Undertecknare
- Belgien, representerades av Sylvain Van de Weyer
- Frankrike, representerades av Prins de La Tour d'Auvergne-Lauraguais
- Italien, representerades av Marquis d'Azeglio
- Luxemburg, representerades av Baron de Tornaco och Emmanuel Servais
- Nederländerna, representerades av Baron Bentinck
- Preussen, representerades av greven av Bernstorff-Stintenburg
- Ryssland, representerades av Baron Brunnow
- Storbritannien, representerades av Edward Stanley, 15:e earl av Derby
- Österrike, representerades av greve Rudolf Apponyi

Italien var egentligen inte inbjudna, men på initiativ av kung  Viktor lyckades man övertalade de andra om att få vara med. Italien hade få relationer till Luxemburg, och påverkades mycket svagt av avtalet. Däremot var det ett av Italiens tidigare försök att etablera sig som stormakt.

### Fotnoter
1. ↑  World Heritage List - Luxembourg.  UNESCO, 1 oktober 1993. Läst 17 maj 2014.